# Béni Maouche (distrito)
Béni Maouche é um distrito localizado na província de Bugia, Argélia, e cuja capital é a cidade de mesmo nome, Béni Maouche. Em 2008, a população total do distrito era de 13 412 habitantes.[carece de fontes?]